# Shitajiki

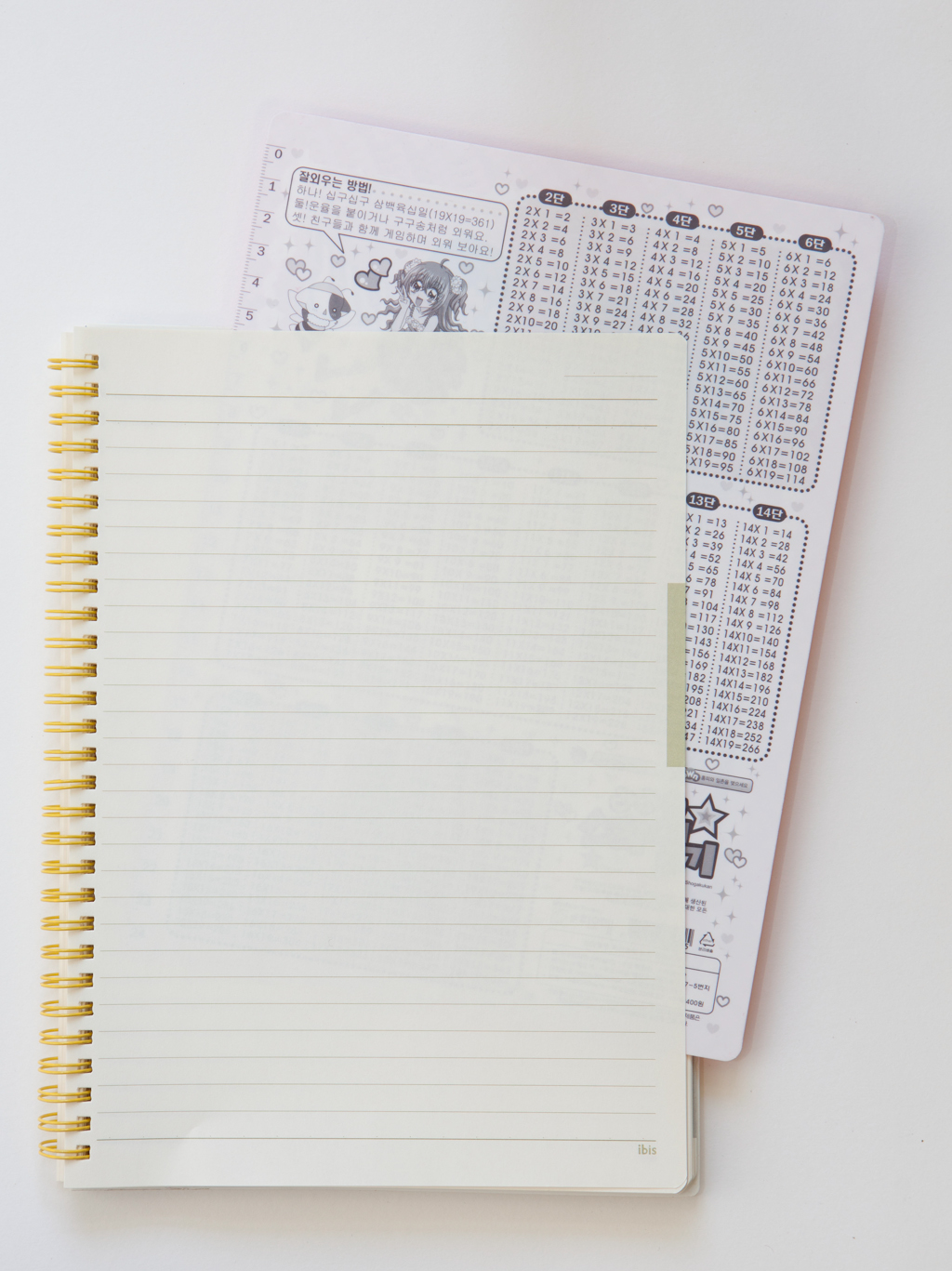

Shita est la forme parlée abrégée du mot japonais shitajiki (下敷き, « sous-main »). Sa taille avoisine celle d'un tapis de souris (environ 25,70 × 18,10 cm) et sa matière première est habituellement du plastique dur rigide. Ces objets sont plus souvent recherchés à des fins de collections que pour une véritable utilité lors de l'écriture.